# Mertxe Aizpurua Arzallus
Aizpurua  Arzallus est un nom espagnol. Le premier nom de famille, en général paternel, est Aizpurua ; le second, en général maternel, souvent omis, est Arzallus.
Mertxe Aizpurua Arzallus, née le 18 janvier 1960, est une femme politique espagnole membre du parti politique basque Euskal Herria Bildu.

## Biographie
Lors des élections générales anticipées du 28 avril 2019, elle est élue députée au Congrès des députés pour la XIIIe législature  dans la circonscription de Guipuscoa et est réélue lors des élections générales anticipées du 10 novembre 2019 pour la XIVe législature.